# Руня (река)
Ру́ня (латыш. Ruņa, Rūne, Ruņupe, Āžu upe, Jaunā Runa, Jaunā Ruņa) — река в Латвии. Течёт по территории Южно-Курземского края. Правый приток нижнего течения Апше.
Длина реки составляет 31 км (по другим данным — 29 км или 35 км). Площадь водосборного бассейна равняется 185,5 км² (по другим данным — 141 км²). Объём годового стока — 0,063 км³. Уклон — 3,8 м/км, падение — 117 м.
Вытекает из пруда Балку западнее села Вайнёде.
Крупнейшие притоки: Каулиньупе, Дактеришке.